# Valerie Pos
Pour les articles homonymes, voir Pos.
Valerie Pos, née le 14 avril 1996 à Amsterdam,, est une actrice néerlandaise.

## Carrière
Elle est la fille du réalisateur Hans Pos. Elle est la sœur de l'actrice Emilie Pos.

## Filmographie

### Cinéma et téléfilms
- 2002 : Pietje Bell : La sœur avec des taches de rousseur
- 2002 : Spagaat : La sœur de Simone
- 2003 : Peter Bell 2 : Leni
- 2006 : Boks (nl) : La petite fille Vesna
- 2008 : Het wapen van Geldrop (nl) : La jeune fille
- 2009 : Malpensa (nl)[Quoi ?] : Viviana
- 2010 : De laatste reis van meneer van Leeuwen (nl) : Bassientje
- 2010 : Fuchsia, la petite sorcière : Murmeltje
- 2011 : Shadow & moi : Tess
- 2011 : 170 Hz (nl) : Caro
- 2011-2012 : VRijland (nl) : Jip
- 2012 : Flikken Maastricht : Sabien
- 2012 : Cop vs Killer (nl) : Chantal
- 2012 : De Toegift (nl) : La fille complètement fan
- 2012 : Dokter Tinus : Dewi Groeneveld
- 2013 : 20 leugens, 4 ouders en een scharrelei (nl) : Lotte
- 2013 : Het Meisje aan de Overkant : Isa
- 2013 : Van Gogh; een huis voor Vincent : Adeleine Ravoux
- 2013 : Nachtlicht (nl)[Quoi ?] : Sarah
- 2014 : A'dam - E.V.A. (nl) : Ilse
- 2015 : Goede tijden, slechte tijden : Carolien
- 2016 : Of ik gek ben (nl) : Metje
- 2019 : The Promise of Pisa (en) : Chanel